# Philip Glenister

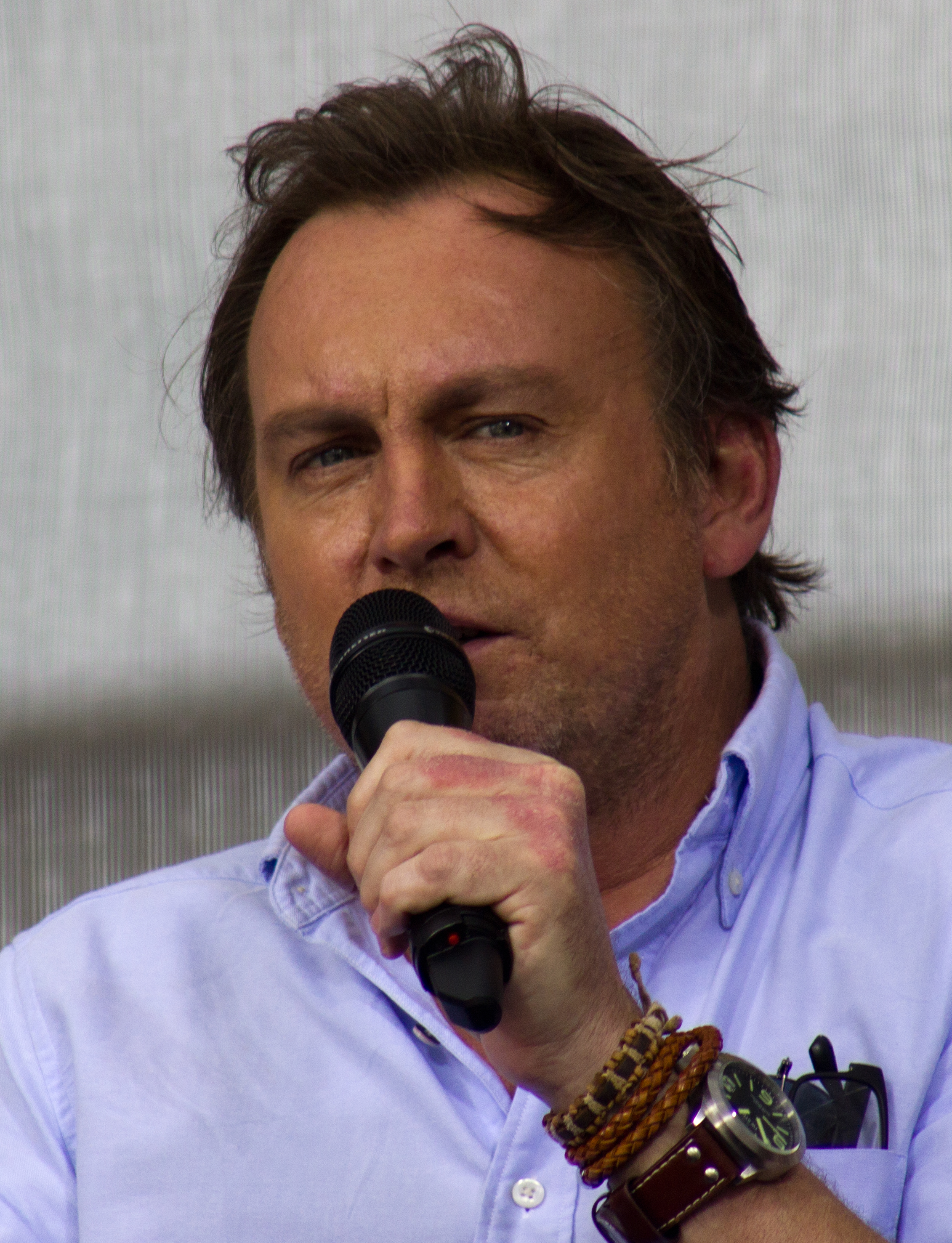
Philip Glenister (2016)

Philip Haywood Glenister (* 10. Februar 1963 in Harrow, London) ist ein britischer Schauspieler.

## Leben und Karriere
Philip Glenister wuchs in Hatch End im Londoner Stadtbezirk Harrow auf. Sein Vater ist der Fernsehregisseur John Glenister. Das Interesse an der Schauspielerei wurde durch einen Besuch eines Theaterstückes über die Sex Pistols geweckt, in dem sein Bruder Robert mitwirkte. Robert Glenisters damalige Ehefrau – die Schauspielerin Amanda Redman – überredete Glenister, sich an der Central School of Speech and Drama zu bewerben, die er von 1987 bis 1990 besuchte.
In den frühen 1990er Jahren spielte Glenister in zahlreichen britischen Fernsehproduktionen. Im deutschen Fernsehen war er 1996 als PC Denning in einer Folge von Gerichtsmedizinerin Dr. Samantha Ryan zu sehen.
Nebenbei spielte Glenister auch am Theater.
Weitere wichtige Rollen waren die des rechtschaffenen William Dobbin in Vanity Fair – Jahrmarkt der Eitelkeiten (1998) und des Fabrikbesitzers James „Mack“ Mackintosh in Clocking Off (2000–2002). In der BBC-Produktion The Other Boleyn Girl spielte er 2003 William Stafford. Ebenfalls 2003 übernahm er die Rolle des Fotografen in Kalender Girls. In der sechsteiligen BBC-Serie Mord auf Seite eins war er im gleichen Jahr neben John Simm als DCI William Bell zu sehen. Ebenfalls 2003 spielte er im BBC-Zweiteiler Byron die Rolle des William Fletcher. In der sechsteiligen Fernsehproduktion Island at War stellte er 2004 den deutschen Kommandanten Baron Heinrich von Rheingarten dar.
Der breiten Öffentlichkeit wurde Glenister durch seine Darstellung des kompromisslosen, politisch inkorrekten DCI Gene Hunt in den BBC-Serien Life on Mars – Gefangen in den 70ern (2006–2007) an der Seite von John Simm sowie Ashes to Ashes – Zurück in die 80er (2008–2010) an der Seite von Keeley Hawes bekannt. Daneben übernahm er 2007 die Rolle des progressiven Landverwalter Carter in Cranford, einer Fernsehserie die im England der 1840er Jahre spielt. 2008 agierte er abermals neben Simm in Tuesday.
Im Februar und März 2011 trat Glenister in der erfolgreichen vierteiligen Sky-Produktion Mad Dogs gemeinsam mit Simm, Marc Warren und Max Beesley in der Rolle des Psychologiedozenten Quinn auf. Seine Auftritte im Kinofilm Bel Ami – an der Seite von Robert Pattinson und Uma Thurman – sowie in der zweiteiligen Sky-Produktion Die Schatzinsel waren 2012 zu sehen. Im Oktober 2011 war er in der vierteiligen BBC-Produktion Hidden zu sehen. Anfang 2012 ging die zweite Staffel von Mad Dogs auf Sendung, die Dreharbeiten zur dritten Staffel starteten Ende Januar 2012.
Zwischen dem 18. September und 1. Dezember 2012 stand Glenister wieder auf der Bühne. Im Londoner Royal National Theatre spielte er in dem Stück This House den MP Walter Harrison.
Seit 2006 ist Glenister mit der Schauspielkollegin Beth Goddard verheiratet. Die beiden hatten sich 1997 auf einer Geburtstagsfeier von Jamie Glover kennengelernt. Das Paar hat zwei Töchter.

## Filmografie (Auswahl)

### Film
- 1990: London schafft sie alle (London Kills Me)
- 1995: Undercover (I.D.)
- 2002: Kalender Girls (Calendar Girls)
- 2004: Königreich der Himmel (Kingdom of Heaven)
- 2008: Tuesday
- 2009: Ich sehe den Mann deiner Träume (You Will Meet a Tall Dark Stranger)
- 2012: Bel Ami

### Fernsehen
- 1991: Der Aufpasser (Minder, Serie, eine Episode)
- 1991: Drop the dead Donkey (Serie, eine Episode)
- 1991: Jim Bergerac ermittelt (Bergerac, Serie, eine Episode)
- 1992: Verhängnisvolles Erbe (A Fatal Inversion, Serie, 2 Episoden)
- 1993: The Detectives (Serie, eine Episode)
- 1994: Law and Disorder (Serie, eine Episode)
- 1994: The Chief (Serie, eine Episode)
- 1994: The Bill (Serie, eine Episode)
- 1994: Blue Heaven (Serie, eine Episode)
- 1995: E wie Ecstasy (Loved Up, Fernsehfilm)
- 1995: Dressing for Breakfast (Serie, eine Episode)
- 1996: True Love (Fernsehfilm)
- 1996: Gerichtsmedizinerin Dr. Samantha Ryan (Silent Witness, Serie, 2 Episoden)
- 1996: Frontiers (Serie, 6 Episoden)
- 1996: Soldier Soldier (Serie, eine Episode)
- 1996–1997: My Wonderful Life (Serie, 3 Episoden)
- 1997: Achterbahn der Gefühle (Have Your Cake and Eat It, Miniserie, 4 Episoden)
- 1997: Die Scharfschützen (Sharpe, Serie, eine Episode)
- 1997: The Perfect Blue (Fernsehfilm)
- 1998: Vanity Fair – Jahrmarkt der Eitelkeiten (Miniserie, 6 Episoden)
- 1998–2003: Roger Roger (Serie, 15 Episoden)
- 2000–2002: Clocking Off (Serie, 18 Episoden)
- 2001: The Hunt (Fernsehfilm)
- 2003: Lloyd & Hill (Fernsehfilm)
- 2003: Mord auf Seite eins (State of Play, Miniserie, 6 Episoden)
- 2002: The Vice (Serie, eine Episode)
- 2003: Byron (Fernsehfilm)
- 2004: Island at War (Miniserie, 6 Episoden)
- 2005: The Stepfather (Fernsehfilm)
- 2005: The Walk (Fernsehfilm)
- 2005: Vincent (Serie, 3 Episoden)
- 2006–2007: Life on Mars – Gefangen in den 70ern  (Life on Mars, Serie, 16 Episoden)
- 2007: Cranford (Serie, 5 Episoden)
- 2008–2010: Ashes to Ashes – Zurück in die 80er (Ashes to Ashes, Serie, 24 Episoden)
- 2009: Demons (Miniserie, 6 Episoden)
- 2011: Hidden (Miniserie, 4 Episoden)
- 2011–2013: Mad Dogs (Serie, 14 Episoden)
- 2012: Die Schatzinsel (Treasure Island, Fernsehfilm)
- 2013: Vorhang (Agatha Christie’s Poirot; Folge Curtain: Poirot’s Last Case)
- 2016–2017: Outcast (Serie, 20 Episoden)
- 2017–2019: Living the Dream (Serie, 12 Episoden)
- 2018: Urban Myths (Serie, eine Episode)
- 2019–2020: The Rubbish World of Dave Spud (Serie, 30 Episoden)
- 2020: Belgravia – Zeit des Schicksals (Belgravia, Serie, 6 Episoden)
- 2023: Steeltown Murders

## Theater
- 1990: A free country als deutscher Soldat
- 1990: Mad forest
- 1991: Romeo and Juliet als Mercutio
- 1992: Oedipus Tyrannos als Oedipus
- 1993: Road als Joey/Brink
- 1993: The nose als Andropov
- 1993: Beautiful thing als Tony
- 1993: The slicing Edge als Sir Robert Cecil
- 1995: Crossing the Equator als Steven Lambert
- 1996: Translations als Lt. Yolland
- 2002: The feast of Snails als David Paulsen
- 2012: This House als Walter Harrison

## Hörbücher
- 2008: Things ain't what they used to be[16]
- 2009: Nineteen Eighty-four[17]
- 2011: South Riding[18] (BBC-Radio-4-Hörspiel von 1999 nach dem gleichnamigen Roman von Winifred Holtby)[19]

## Veröffentlichungen
2008 veröffentlichte Glenister das Buch Things ain't what they used to be, das einen nostalgischen Rückblick auf die 1970er und 1980er Jahre wirft.

## Nominierungen und Auszeichnungen
- 2007: Royal Television Society Award – Nominierung in der Kategorie Best Actor für Life on Mars – Gefangen in den 70ern
- 2008: National Television Awards – Nominierung in der Kategorie Outstanding Drama Performance für Ashes to Ashes – Zurück in die 80er
- 2008: Broadcasting Press Guild Award – Gewonnen in der Kategorie Best Actor für Life on Mars – Gefangen in den 70ern und Cranford
- 2009: TV Quick Award – Gewonnen in der Kategorie Best Actor für Ashes to Ashes – Zurück in die 80er
- 2010: National Television Awards – Nominierung  in der Kategorie Most Popular Drama Performance für Ashes to Ashes – Zurück in die 80er